# Captain America and the Avengers
Captain America and the Avengers — компьютерная игра в жанре beat ’em up, разработанная и выпущенная компанией Data East в 1991 году для аркадных автоматов. Другая игра под этим же названием была разработана Data East для NES. Игра была портирована для Sega Genesis/Mega Drive, SNES, Game Boy и Game Gear.
Игра основана на серии комиксов Marvel о Мстителях. Для управления игроку доступны четыре супергероя: Капитан Америка, Железный человек, Соколиный глаз и Вижен. Сражения в игре ведутся в таких локациях как Нью-Йорк, подводный мир Атлантиды, а также на лунной базе Красного Черепа с огромной лазерной установкой для разрушения Земли. Игра поддерживает режимы игры вдвоём и вчетвером (аркадная версия). При режиме игры вдвоём каждому игроку при старте предоставляется выбор персонажа.

## Геймплей
Игровой процесс по своей форме схож с серией игр Teenage Mutant Ninja Turtles, разработанных Konami. Каждый персонаж может атаковать, прыгать, а также поднимать и бросать определённые предметы, такие как кирпичи или бочки. Кроме того, у каждого героя есть своя особая атака и способность блокировать определённые виды атак. Большинство противников, которые встречаются на пути, как правило, погибают всего от нескольких ударов. В конце каждого уровня (в некоторых случаях — в середине) происходит встреча с боссами, которые оказывают более серьёзное сопротивление.
Среди боссов в игре встречаются такие персонажи как Кло, Живой лазер, Вихрь, Чародей, Мрачный жнец, Джаггернаут, Мандарин, Альтрон, Кроссбоунс и Красный Череп. Остальные Мстители, такие как Оса, Ртуть, Чудо-человек и Нэмор выполняют лишь эпизодические роли.

## Версии
Оригинальная аркадная игра продавалась в двух версиях. Одна версия позволяла играть четырем игрокам одновременно, при этом управление определённым персонажем зависело от позиции игрока в автомате. В другой версии геймплей был рассчитан для двоих игроков, при этом игроки могли выбирать любого из четырёх доступных персонажей.

### Порты и позднейшие версии
Компанией Data East в Серевной Америке была выпущена домашняя версия игры для платформы Sega Genesis, разработанная совместно ISCO и Opera House. В Европе изданием этой версии для Mega Drive занималась Sega. Позднее лицензия на игру была передана компании Mindscape, которая выпустила собственные порты аркадной игры для SNES, Game Boy и Game Gear, которые были разработаны Realtime Associates.
Data East также выпустила другую игру для NES с тем же названием. Версия для NES представляет собой платформер с боковой прокруткой. Игровыми персонажами в этой игре стали Капитан Америка и Соколиный Глаз. Их миссия — спасти Вижена и Железного человека от Мандарина, а затем победить Красного Черепа. Как и в случае с портом для Genesis/Mega Drive, игра для NES была разработана в Японии, но не выпускалась в этой стране.
В североамериканской версии игры для аркадных автоматов в случае гибели персонажа на экране появлялась надпись, в переводе звучащая: «Америка по-прежнему нуждается в твоей помощи!». Подобная надпись была удалена в европейской и азиатской версиях игры.

## Отзывы
| Иноязычные издания | Иноязычные издания  |
| Издание            | Оценка              |
| ------------------ | ------------------- |
| AllGame            | (ARC) · (NES)       |
| EGM                | 32/50 (Game Gear)   |
| GamePro            | 11,5/20 (Game Gear) |

### Аркадный автомат
В США в ноябре 1991 года игра возглавила рейтинг доходов от аркадных автоматов RePlay среди вертикальных игровых автоматов. В выпуске от 1 января 1992 года Game Machine поставила Captain America and The Avengers на четвёртое по популярности место среди настольных игровых устройств месяца в Японии.
Sinclair User в ноябрьском выпуске 1991 года присудил игре общую награду «Игры, которые, скорее всего, спасут Вселенную», как одну из лучших игр о супергероях, наряду с Spider-Man: The Video Game и Captain Commando.

### SNES
В 2018 году Complex поставил версию для SNES на 85-е место в рейтинге «Лучшие игры для Super Nintendo всех времен».

### Game Gear
GamePro назвал версию для Game Gear «запоминающимся скроллером» с посредственной анимацией и звуком. В Electronic Gaming Monthly отметили, что версия для Game Gear хорошо справляется даже в одиночном режиме.